# Janusz Bohosiewicz
Janusz Bohosiewicz (ur. 1945 w Dynowie) – polski chirurg dziecięcy, profesor. 

## Życiorys
Habilitację w dziedzinie nauk medycznych, w specjalności chirurgia dziecięca uzyskał 1 stycznia 1992, pracą pt. Ocena wartości klinicznej badania manometrycznego u dzieci z zaburzeniami w oddawaniu stolca w oparciu o aparaturę własnej konstrukcji. 6 kwietnia 2001 uzyskał tytuł profesora nauk medycznych
W latach 2006–2009 był prezesem Polskiego Towarzystwa Chirurgów Dziecięcych.
Kierownik Oddziału Chirurgii Dziecięcej w Górnośląskim Centrum Zdrowia Dziecka w Katowicach oraz kierownik Katedry i Kliniki Chirurgii Dziecięcej Śląskiego Uniwersytetu Medycznego w Katowicach.
W 2024 został odznaczony Odznaką Honorową za Zasługi dla Województwa Śląskiego.